# Albert von Crivelli
Graf Albert von Crivelli (* 3. März 1816; † 2. Mai 1868 in Rom) war österreichischer Diplomat und Träger des Ordens vom Goldenen Vlies. Seit 1856 war er auch Graf von Ossolaro.
Seine Eltern waren Ferdinand von Crivelli (1767–1856) und dessen Ehefrau Giulia Serbelloni (* 1787).
Er wurde von Jesuiten erzogen und studierte dann in Wien. Anschließend ging er in den diplomatischen Dienst Österreichs.
Er kam zu den Gesandtschaften nach Stuttgart (1840) und St. Petersburg (1843). Ende 1846 wurde er österreichischer Vertreter in Portugal. Wegen der Unruhen in Mailand verließ er 1848 kurz den Staatsdienst kehrte aber 1750 als österreichischer Staatsbürger zurück.
Er wurde 1850 als Gesandter nach Schweden geschickt. Von 1853 bis 1855 war er dann Legationsrat an der österreichischen Gesandtschaft in Berlin und danach von 1856 bis 1867 Botschafter in Spanien. Dort erhielt er für seine Tätigkeit 1865 den Orden vom Goldenen Vlies. Seine letzte Station war ab 1867 die Vertretung am heiligen Stuhl in Rom, wo er 1868 überraschend starb.
Er heiratete 1857 die Gräfin Maria Anna Serbelloni (* 1840; † 1916), Tochter von Giuseppe Marco Serbelloni. Das Paar hatte einen Sohn, Giuseppe Crivelli-Serbelloni (* 14. März 1862; † 26. Januar 1918) ⚭ 1885 Antonietta Trotti Bentivoglio (1864–1932).
Die Gräfin wurde 1859 österreichische Staatsbürgerin, aber nach dem Tod ihres Mannes nahmen sie und ihr Sohn die italienische Staatsbürgerschaft an.